# Illeville-sur-Montfort
Illeville-sur-Montfort is een gemeente in het Franse departement Eure (regio Normandië) en telt 765 inwoners (2005). De plaats maakt deel uit van het arrondissement Bernay.

## Geografie
De oppervlakte van Illeville-sur-Montfort bedraagt 15,1 km², de bevolkingsdichtheid is 50,7 inwoners per km².
De onderstaande kaart toont de ligging van Illeville-sur-Montfort met de belangrijkste infrastructuur en aangrenzende gemeenten.

## Demografie
Onderstaande figuur toont het verloop van het inwonertal (bron: INSEE-tellingen).